# Dyrøy
69°4′58″N 17°41′17″Ø / 69.08278°N 17.68806°Ø
Dyrøy kommune (samisk: Divrráid gielda) ligger i Troms og Finnmark fylke i Norge. Kommunens administration ligger i den lille by Brøstadbotn. En del af kommunen ligger på øen Dyrøya , som er forbundet til fastlandet med Dyrøybroen. Den grænser i nordøst til Sørreisa, og i syd til Salangen. Over Tranøyfjorden og Solbergfjorden i nordøst ligger Senja med Tranøy kommune.

## Kendte dyrøyværinger
- Arvid Hanssen (1932–1998), poet og prosaforfatter

## Tusenårssted
Kommunens tusenårssted er Elvetun, med grundskole, kultursal og idrætshal.